# Bodemarchief
Het bodemarchief is het geheel van archeologische sporen van vooral menselijke bewoning en bewerking die in de bodem zijn achtergebleven en die nog in onverstoorde toestand verkeren. 
In de archeologie wordt geprobeerd het bodemarchief zo veel mogelijk te bewaren, omdat sporen die daar al 10.000 jaar liggen het de komende paar honderd jaar in het algemeen ook nog wel zullen uithouden, terwijl bij een opgraving alles wat niet wordt onderzocht en vastgelegd verloren gaat. Omdat rekening wordt gehouden met toekomstige verbeteringen in de onderzoekstechnieken wordt bij opgravingen wel geprobeerd een deel van het bodemarchief onverstoord te laten voor later.
Soms is dat niet mogelijk: als er in steden gebouwd wordt met diepe bouwputten zal het bodemarchief ter plaatse onherroepelijk verloren gaan; dergelijke plaatsen zijn dan het onderwerp van noodopgravingen, waarbij geprobeerd wordt nog zo veel mogelijk informatie te extraheren en te bewaren. Locaties voor dergelijke noodopgravingen zijn er al zoveel dat er altijd te weinig menskracht beschikbaar is voor het werk. Vaak wordt er dan ook gebruikgemaakt van geschoolde vrijwilligers en studenten.
Maatregelen om het bodemarchief zo veel mogelijk intact te laten, betreffen meestal het vermijden van diep omploegen, het vermijden van geforceerde afwatering en het zo hoog mogelijk houden van de grondwaterstand.